# Rawszczyzna
Rawszczyzna (ukr. Равщина) – wieś na Ukrainie w rejonie czerwonogrodzkim obwodu lwowskiego.